# Christian Boesch
Christian Boesch (* 27. Juli 1941 in Wien) ist ein österreichischer Opernsänger (Bariton).

## Leben
Christian Boesch ist der Sohn der Sopranistin und Kammersängerin Ruthilde Boesch, die ihn auch im Gesang unterrichtete, und von A. E. Boesch. Sein Bruder ist der Schriftsteller Wolfgang Boesch. Christian Boesch studierte an der Hochschule für Musik und darstellende Kunst in Wien.
Seine Gesangskarriere führte ihn nach Bern, Wien, Saarbrücken, Kiel und wieder nach Wien. Sein künstlerischer Durchbruch geschah 1978 bei den Salzburger Festspielen. Er stellte in der Zauberflöten-Produktion unter dem Dirigat von James Levine und der Regie von Jean-Pierre Ponnelle den Papageno dar. Diese Produktion blieb neun Jahre im Programm der Festspiele. 1979 debütierte Boesch als Papageno an der Metropolitan Opera in New York. Unter der Regie von Götz Friedrich verkörperte er 1981 in Zürich die Titelrolle der Oper Wozzeck. Den Wozzeck sang er 1985 auch an der Metropolitan Opera in New York unter James Levine und später in vielen großen Opernhäusern (Köln, Brüssel, Madrid u. a.).
Wolfgang Sawallisch verpflichtete Boesch für viele Jahre an die Bayerische Staatsoper in München, wo er unter anderem Papageno, Figaro, Masetto und Eisenstein spielte und leitete auch 1985 sein Debüt als Papageno an der Mailänder Scala.
Boesch war viele Jahre Mitglied der österreichischen Bundestheater (Volksoper und Staatsoper) und wiederholt in der Deutschen Oper Berlin, in Köln, Düsseldorf, Paris Bastille und Barcelona tätig.
Eines seiner besonderen Anliegen war, Kindern die Oper näherzubringen. Die Zauberflöte für Kinder war eines seiner Projekte, die er in ganz Europa aufführte. Die Zauberflöte für Kinder erreichte etwa 450.000 Kinder: „Sie wurde in Köln 120 Mal ausverkauft gespielt, jedes Mal vor 1000 Kindern. Es wurde ein Fernsehfilm gemacht, der auch noch in Channel 13 in den USA gelaufen ist. Millionen Kinder haben es erlebt – und wenn es nur einige wenige waren, die bleiben, hatte das Unternehmen schon seinen Sinn“. Im Jahr 1985 konnte der damalige ORF-Programmintendant Ernst Wolfram Marboe, der auch die Regie führte, Christian Boesch überreden, die Hauptrolle in dem interaktiven Fernseh-Singspiel „Simsalabim Bam Bum oder Der Barometermacher auf der Zauberinsel“, frei nach Ferdinand Raimund, zu übernehmen. Dies war eine Coproduktion von ZDF und ORF.
1986 wanderte Boesch nach Chile aus, laut eigener Darstellung aus einer Überreaktion auf die Katastrophe von Tschernobyl. Seitdem führt er in dem Land, das er von früheren Auftritten kannte, eine biologische Landwirtschaft. Außerdem gründete er in seiner neuen Heimat eine Musikschule, die in den folgenden Jahren wuchs und immer mehr Kinder erreichte. Deshalb gründete Boesch 2013 eine kulturelle Stiftung, die “Fundación cultural Papageno”. Nach fast 20 Jahren erreicht Papageno mehr als 1600 Kinder, die gratis Musikunterricht bekommen. Die Musiklehrer der “Fundación cultural Papageno”, unterrichten die Kinder in den, zum Teil sehr abgelegenen, Landschulen. Jedes Kind bekommt von Papageno ein Instrument zur Verfügung gestellt. Boeschs Ziel ist es, allen Kindern der chilenischen Region Araucanía Musikunterricht zukommen zu lassen. Die Araucania ist eine der ärmsten und konfliktreichsten Regionen Chiles. Da die Zahl der chilenischen Musiklehrer für dieses Projekt nicht ausreichend ist, hat Boesch, zusammen mit der „Pontificia Universidad Católica Villarrica“, eine Ausbildung für Musiklehrer ins Leben gerufen. Bisher wurden mehr als 100 Lehrer ausgebildet, und in den nächsten Jahren sollen 600 dazu kommen, um alle Landschulen der Araucanía versorgen zu können.
Boesch gründete auch ein Kammerorchester, die “Camerata Papagen”, bestehend aus chilenischen Musikstudenten. Diese Studenten erhalten mehrmals pro Jahr Unterricht von internationalen Musikern in Meisterklassen in der “Fundación cultural Papageno”. 2023 nahm die “Camerata Papageno” ein Album namens “Febrero” mit der Jazzsängerin Andrea Motis auf. Die “Fundación cultural Papageno” veranstaltet mehrmals jährlich Konzerte in Villarrica und Umgebung, und jeden Dezember ein Open Air klassischer Musik, mit bis zu 3000 Zuhörern. Die “Fundación cultural Papageno” wird weitgehend durch Spenden finanziert.
2018 erhielt Boesch die chilenische Ehrenstaatsbügerschaft (Nacionalidad por gracia) für seine Verdienste in Kultur, Musik und Erziehung.
Christian Boesch ist Vater von sieben Kindern, darunter des Bassbaritons Florian Boesch.

## Auszeichnungen
- 1986: Österreichischer Kammersänger[5]
- 2006: Österreichisches Ehrenkreuz für Wissenschaft und Kunst[6]
- 2018 Verleihung der chilenischen Ehrenstaatsbürgerschaft[4]

## Werke
- Così fan tutte. Spiegelung von Mozarts unbewältigtem Schicksal. Analyse und Dokumentation aus der Sicht eines Mozartsängers. Dissertation. Universität Wien, Wien 1984, (online).
- Papageno als Mittler, Adaption und Bearbeitung bekannter Werke des Repertoires. In: Isolde Schmid-Reiter (Hrsg.): Kinderoper. Ästhetische Herausforderung und pädagogische Verpflichtung. Köthen 2004, S. 66–70.
- Wolfgang Amadeus Mozart. Die Zauberflöte für Kinder. Stuttgart 2006.
- Ich bin der beste Geist von der Welt. Papageno erzählt die Geschichte von der Zauberflöte. Wien 2006.